# Calhoun (Tennessee)
Calhoun ist eine Town im McMinn County im US-Bundesstaat Tennessee. Das U.S. Census Bureau hat bei der Volkszählung 2020 eine Einwohnerzahl von 536 ermittelt. Es ist nach dem früheren amerikanischen Vizepräsidenten John C. Calhoun benannt.